# Coregonus danneri
Coregonus danneri – gatunek słodkowodnej, bentopelagicznej ryby łososiokształtnej z rodziny łososiowatych (Salmonidae) i podrodziny siejowatych (Coregoninae); narażony na wyginięcie. Osiąga do 22 cm długości standardowej (SL). Maksymalny odnotowany wiek ryby wynosił 6 lat.

## Występowanie

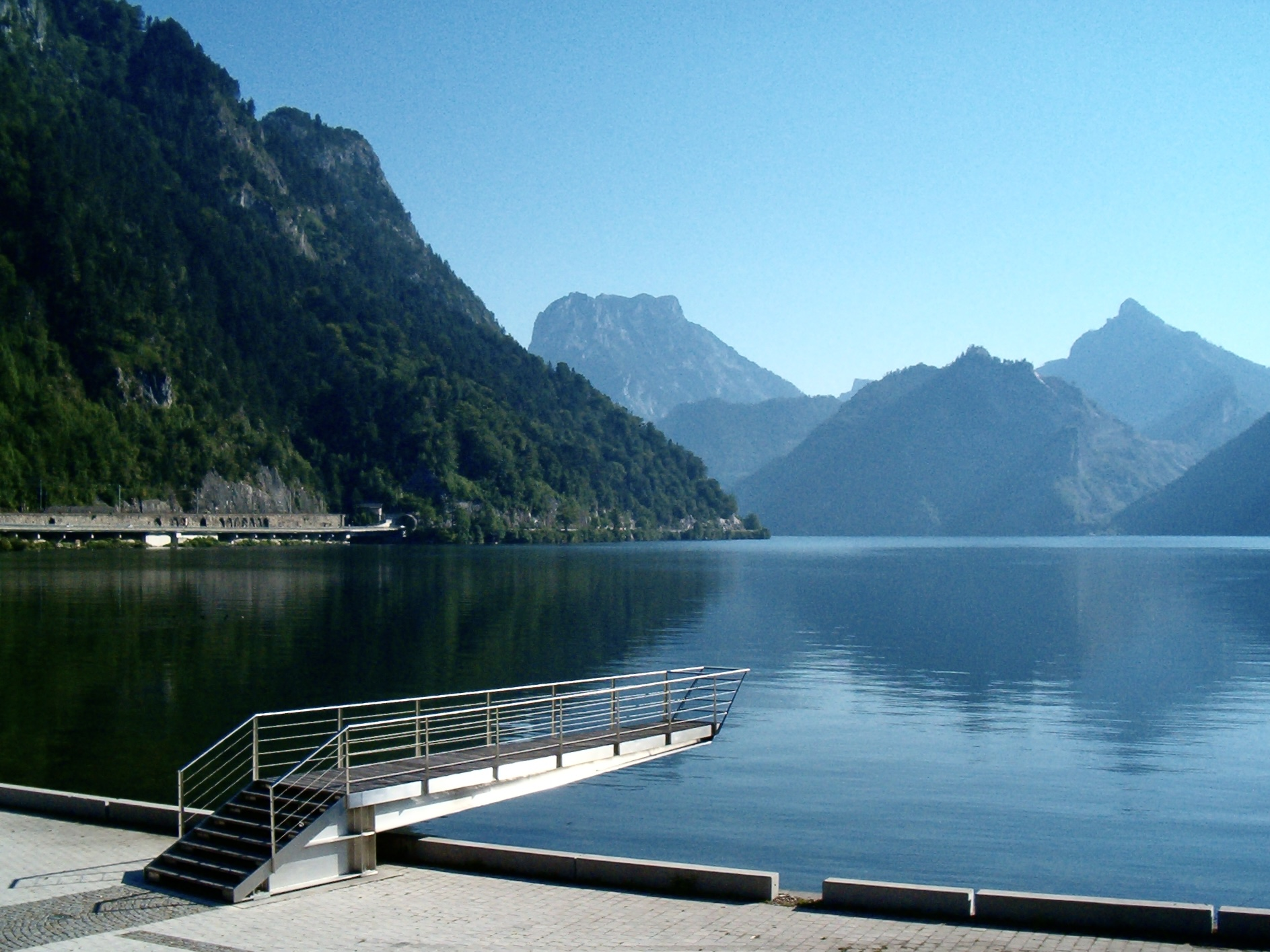
Traunsee – jedyne na świecie miejsce występowania C. danneri

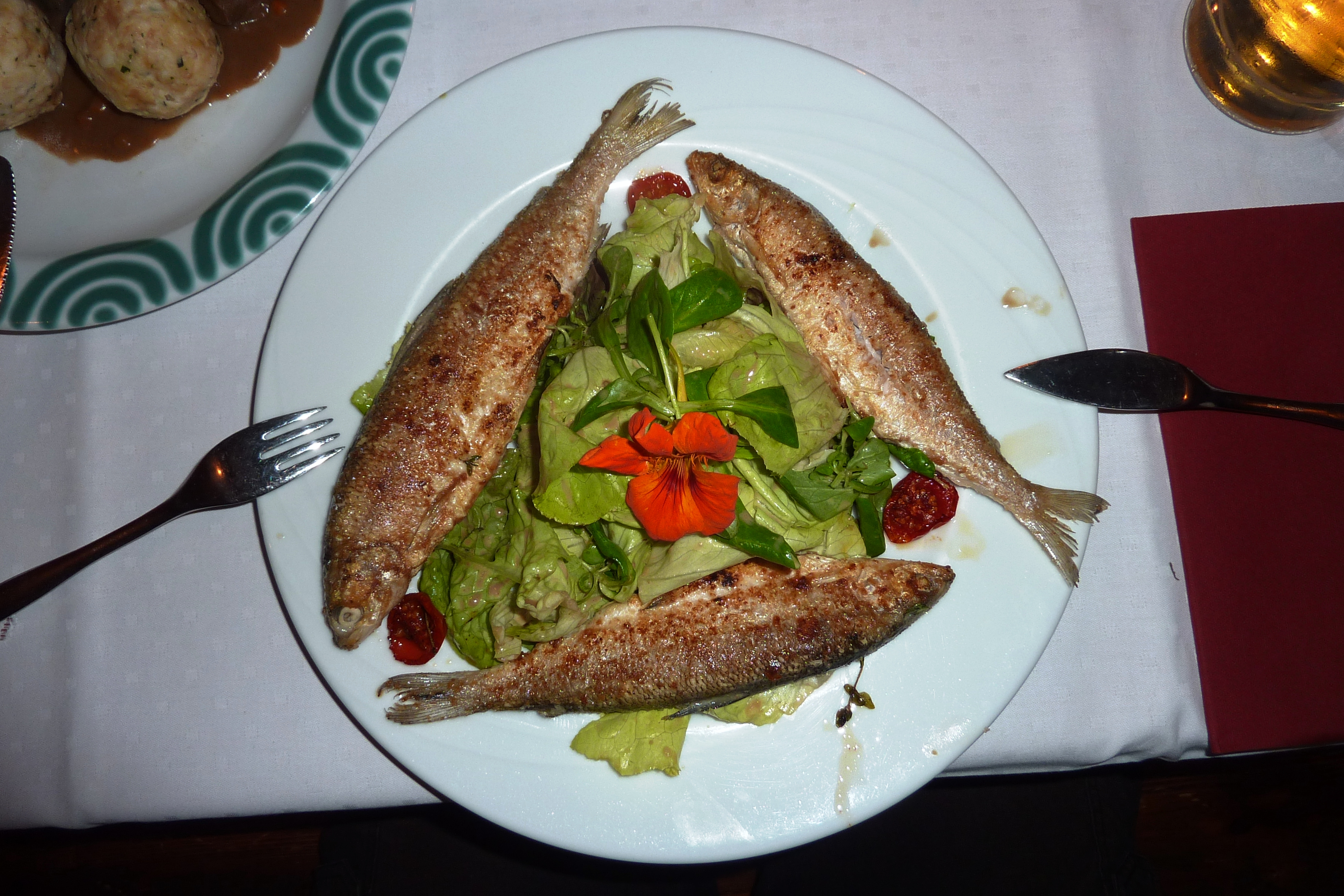
Smażone C. danneri w jednym z lokali gastronomicznych w Gmunden

Gatunek znany tylko z jednego jeziora na świecie – Traunsee w Austrii (47°52′N 13°48′E), o powierzchni 24,4 km² i głębokości maksymalnej 189 m. Bytuje w nim przeważnie na głębokości 40–60 m, latem podpływa również do przypowierzchniowej warstwy wody. Dojrzałość płciową osiąga około drugiego roku życia. Tarło odbywa blisko brzegów, od połowy października do początku marca.

## Taksonomia
Rybę tę jako Coregonus exiguus danneri po raz pierwszy naukowo opisał szwajcarski zoolog Karl Vogt w 1908 w pracy Die Süsswasserfische von Mittel-Europa autorstwa swojego i niemieckiego ichtiologa Bruno Hofera  na podstawie syntypu z jeziora Traunsee (miejsce typowe). Nazwa rodzajowa Coregonus pochodzi od połączenia greckich słów „kore” (κόρη) – oznaczającego źrenicę oka – i „gonia” (γωνία) – kąt. Rodzaj ten został opisany w 1758 przez Karola Linneusza w Systema Naturae i początkowo był umieszczony jako podrodzaj w obrębie rodzaju Salmo.

## Ochrona
Od 2008 Międzynarodowa Unia Ochrony Przyrody (IUCN) uznaje C. danneri za gatunek narażony na wyginięcie (VU). Od końca lat 70. XX wieku wśród ryb z jeziora Traunsee obserwuje się hybrydy międzygatunkowe powstałe z krzyżowania się C. dannerii z innymi siejowatymi. Nie zauważono jednak, by miało to negatywny wpływ na liczebność C. danneri, hybrydy bowiem szybko umierają, nie osiągając dojrzałości płciowej. Trend populacji nieznany.